# Martin von Lorenz
Martin von Lorenz (* 7. September 1748 in Blons, Vorarlberg; † 24. April 1828 in Wien) war ein geadelter (1807), kaiserlicher Staatsrat und Kabinettsreferent für die kirchlichen Belange und den Unterricht.

## Leben
Der Sohn eines Gerichtsschreibers studierte an italienischen Universitäten und wurde in Chur zum Priester geweiht. Nach einer Zeit am Wiener Generalseminar wurde er Referent in Studien- und geistlichen Sachen in Graz und 1787 Direktor des Wiener Generalseminars. Unter Kaiser Franz I. war er 27 Jahre lang Staatsrat. Er war ein entschiedener Vertreter des Josephinismus.

## Werk
Er war Rektor der Alma Mater Rudolphina in Wien.
Unter seiner Verantwortung wurde unter Kaiserin Maria Theresia ab 1774 in Österreich die Schulpflicht eingeführt.
Unter der Regentschaft von Maria Theresia entstand das staatliche Schulwesen im Erzherzogtum und den Kronländern. Im Zuge der Aufklärung erkannte die Regentin, dass das Staatsvolk der Träger des Staates ist und dass die Machtstellung nur mit Hilfe einer gebildeten Bevölkerung gehalten werden konnte.
Johann Ignaz von Felbiger, dessen Lehrmethoden und -bücher zu dieser Zeit bereits anerkannt waren, entwarf eine neue Schulordnung, die so genannte „Allgemeine Schulordnung für die deutschen Normal-, Haupt und Trivialschulen in sämmtlichen Kayserlichen Königlichen Erbländern“. Diese Schulordnung unterzeichnete Maria Theresia am 6. Dezember 1774, wodurch Österreich zwar flächenmäßig gesehen eine Vorreiterrolle im staatlichen Bildungswesen innehatte, Preußen war aber schon 1717 und 1763 vorausgegangen. Ganz abgesehen von diesen beiden Ländern steht aber die allgemeine Schulpflicht schon in der württembergischen Großen Kirchenordnung von 1559.
Mit Maria Theresias neuer Schulordnung wurde eine sechsjährige Unterrichtspflicht in der Volksschule durchgesetzt, es mussten fortan einheitliche Lehrbücher verwendet werden, und die Lehreraus- und -fortbildung wurde geregelt. Die Bildung der Frauen war vernachlässigt. Fach- oder Mittelschulen waren für sie geschlossen.